# Orrouy
Orrouy település Franciaországban, Oise megyében. Lakosainak száma 587 fő (2022. január 1.). Orrouy Saint-Jean-aux-Bois, Béthancourt-en-Valois, Béthisy-Saint-Martin, Béthisy-Saint-Pierre, Gilocourt, Glaignes, Morienval, Saint-Sauveur és Séry-Magneval községekkel határos.

## Népesség
A település népességének változása:
| Lakosok száma | 573  | 582  | 602  | 595  | 600  | 605  | 617  | 602  | 587  |
|               | 2013 | 2015 | 2016 | 2017 | 2018 | 2019 | 2020 | 2021 | 2022 |